# Vårat gäng
Vårat gäng var en svensk sång- och showgrupp som skördade framgångar från slutet av 1930-talet fram till 1948.

## Historia
Fenomenet ”Vårat gäng” började som en populär radioserie 1938 och fortsatte med revyer och turnéer fram till 1948. Idén var att gänget bestod av pigga, skötsamma och musikbegåvade ungdomar som alla bodde på Södermalm i Stockholm.
Idén till programmet kom från USA och radioprogrammet Our Gang - The Little Rascals. Programmet blev en succé och gänget turnerade i folkparkerna på somrarna, samt gjorde scenuppsättningar på Scalateatern och Vinterpalatset under vintertid.  Revyförfattarna och schlagermakarna Sven Paddock och Nils Perne skrev manus och sångtexter, och Åke Söderblom var en annan viktig idégivare.
Vid turnéerna genom landet under åren 1941–1947 noterades publikrekord på flera håll. På Götaplatsen i Göteborg samlades enligt en tidningsuppgift 50 000 åhörare för att ta del av gängets framträdande, som skedde från balkongen på en intilliggande fastighet. Myggans nöjeslexikon skriver om detta tillfälle: "1944 drog Gänget 60 000 personer på Götaplatsen i Göteborg". Båda publiksiffrorna får ses som en uppskattning, då ingen biljettförsäljning förekom.

## Huvudpersoner
Huvudpersonerna var till en början Åke Johansson och Kaj ”Kajan” Hjelm, som båda var etablerade barnfilmstjärnor. I gänget ingick flera ungdomar som senare gjorde karriär inom teater, film- och schlagerindustri: Brita Borg, Lisbeth Bodin, Rune Halvarsson, Sten "Knotan" Mattsson, Tosse Bark, Tore ”Knatten” Andersson, Britt Nilsson, Maj-Britt Nilsson, Leppe Sundevall, bröderna Weine och Ivan Renliden, Hans Lindgren, Göte Wilhelmsson och Arne Söderberg, den senare ungdomsmästare i dragspel och ledare för bandet Lill-Arnes sväng-gäng. I filmen Vårat gäng (1942) upptogs Alice Babs som hedersmedlem.

## Låtarna
De låtar som lanserades till "Vårat gäng" gick i tidens swingstil, däribland deras signaturmelodi med samma namn. Andra "guldkorn" var till exempel "De e väl festligt", "Jitterbug från Söder", "Stigbergsgatan 8", "Låt mig bli med i erat gäng" och "Killen är crazy".

## Comeback
Gänget gjorde comeback i en scenshow på Södran 1983 med Lill-Arne, Brita, Tosse, Leppe, Weine samt Björn Wigardt (även originalmedlem), som var initiativtagaren och som utökade repertoaren med egna södernostalgiska låtar: På rätta sidan Slussen, Visan om Vårat gäng m.fl. Han har därefter vid flera tillfällen återupplivat "Vårat gäng"-låtarna, bl.a. med Titti Sjöblom, Alice Babs dotter, som ansågs ha familjeanknytning.

## Diskografi (LP och CD)
- Vårat Gäng återförenas 1961. Vax Records DM 1179 (utgiven för första gången 2021, endast på digitala musikmedia)
- Söderberg, Lill-Arne: Svängiga minnen. LP. Koster : KLPS 111. 1980.[1]
- Vårat gäng på Södra teatern 1983. LP. Pi records : PILP 004. 1983.[2]
- Svängiga minnen med "Lill"-Arne och "Siljabloo" samt gänget. CD. Koster : CD 6036. 1994.[3]